# Balsfjords kyrka
Balsfjords kyrka (norska: Balsfjord kirke, nynorska: Balsfjord kyrkje) är en norsk kyrka i Tennes på västra sidan av Balsfjorden i Balsfjords kommun i Troms fylke. 
Balsjords kyrka är en vitmålad kyrka som ritades av Christian Heinrich Grosch och byggdes 1854–1856. Den byggdes inte efter typritningar. Kyrkobyggnaden är en långkyrka i sengotisk stil och har 400 sittplatser. Nuvarande fönster sattes in 1907.
Kyrkan har en enkel interiör, som domineras av två läktare, en över entrén och en över skeppet. Kyrkobänkarna är rödmålade och läktarna målade i blått och vitt. Dopfunten och predikstolen är av trä och från invigningsåret. Altartavlan är ett enkelt träkors i en ram. Kyrkan har en piporgel från Olsen & Jørgensen Orgelbyggeri från 1924.
Nära kyrkan ligger hällristningsfältet Tennes.